# Reglage

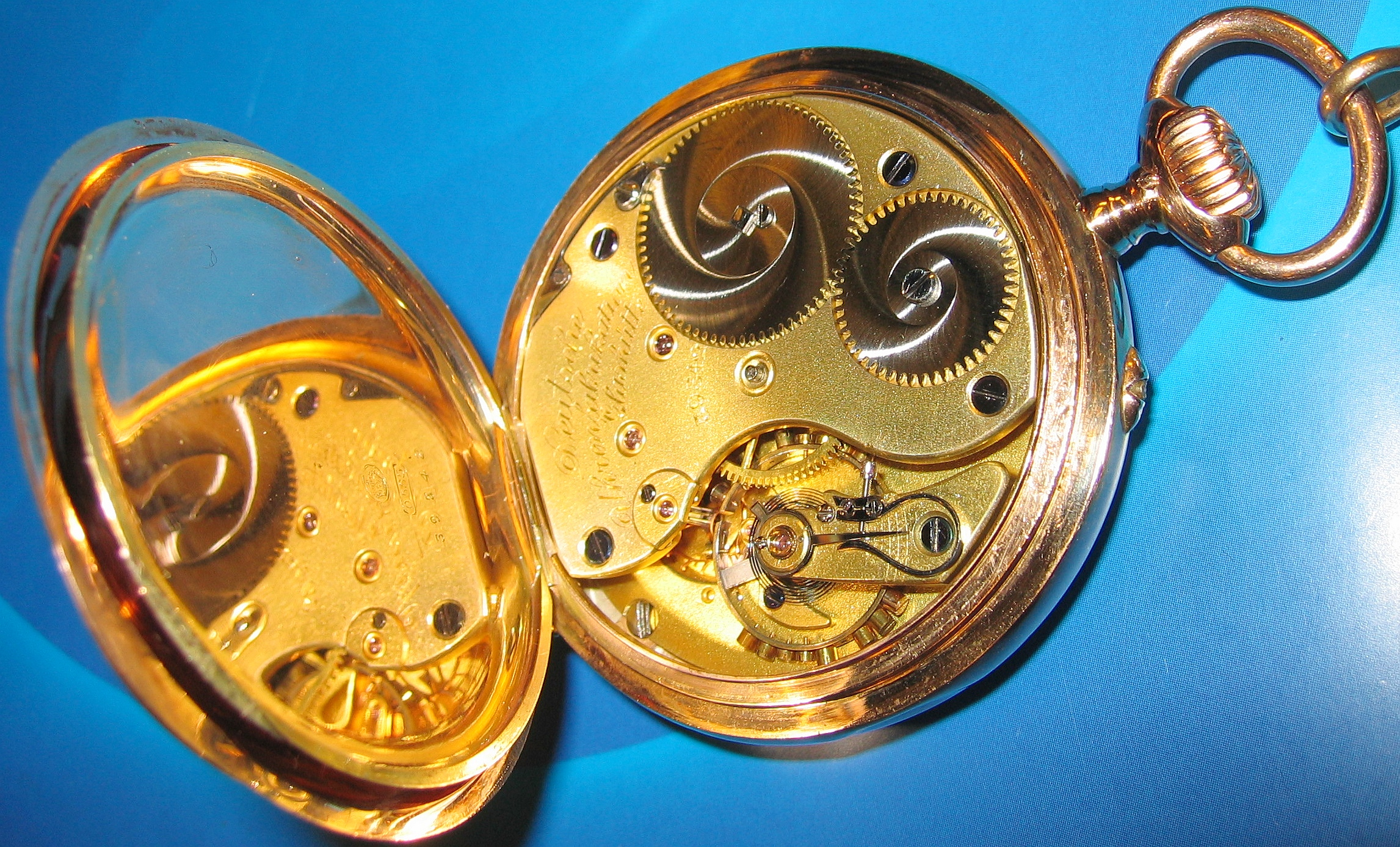
Bei 4 Uhr: Rücker mit Schwanenhalsregulierung.

Die Reglage (französisch réglage) oder Regulierung bezeichnet in der Uhrmacherei die Feinregulierung einer Uhr zur Verringerung des Gangfehlers. Meist besteht die Reglage darin, den täglichen Gang in verschiedenen Lagen und bei unterschiedlichen Temperaturen zu beobachten und zu optimieren. Die Reglage von Chronometern wird meistens von Régleuren durchgeführt. Neben einer manuellen Reglage werden zur selbsttätigen Regulierung oftmals Mechanismen zur Kompensation verwendet.

## Kleinuhren

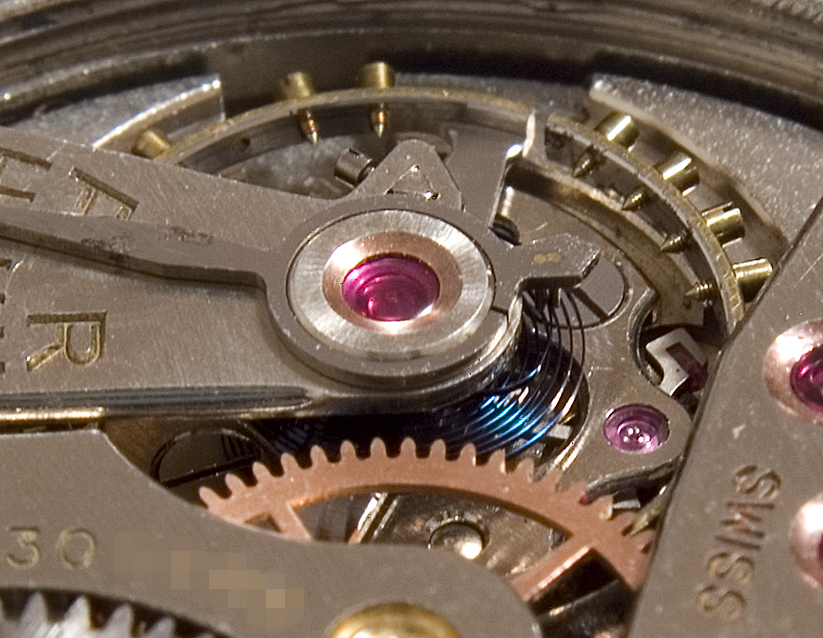
Rücker als Rückerzeiger mit Skalierung.

Die Frequenz der Unruh lässt sich durch Änderung der wirksamen Federlänge einstellen. Im einfachsten Fall wird dazu die Unruhfeder mit ihrer letzten Windung zwischen zwei Stiften geführt, die auf einem verstellbaren Hebel angebracht sind. Durch Drehen des Hebels wird die wirksame Länge der Feder verändert. Dieser Mechanismus wird Rücker genannt. Der Rücker kann bei tragbaren Uhren zur erhöhten Sicherung und Feineinstellung mit einem Schwanenhals oder einer Mikrometerstellschraube versehen werden. Unterhalb der Rückernadel befindet sich eine Skalierung von A (franz. avance für ‚Vorgehen‘) bis R (franz. retard für ‚Nachgehen‘). Durch Verstellung der Nadel in die jeweilige Richtung kann so der Gang der Uhr beschleunigt oder verlangsamt werden. Auf Uhrwerken für den englischsprachigen Markt findet man vereinzelt stattdessen auch F (engl. fast) und S (engl. slow).
Zur Überprüfung der Reglage und damit der Ganggenauigkeit dient dem Uhrmacher eine Zeitwaage, ein Gerät, bei dem mit einem Körperschall-Mikrofon die Schwingung gemessen und grafisch dargestellt wird.

### Lagenregulierung
Die Lage oder Stellung einer tragbaren Uhr kann einen Einfluss auf die Ganggenauigkeit haben. Um solche Lagefehler auszugleichen, kann eine Armbanduhr bei bis zu sechs Lagen (Krone links, Krone rechts, Krone oben, Krone unten, Zifferblatt unten, Zifferblatt oben) reguliert werden, z. B. in fünf Lagen bei einer COSC-Zertifizierung. Hierzu kann die Kronenwelle eines Uhrwerks an einem Galgen aufgehängt und die Lage des Uhrwerks eingestellt werden.
Ebenso können Lagefehler auch im Zuge einer Lagekompensation durch ständiges Rotieren von Hemmung und Unruh vermieden werden, wie z. B. in zwei Raumdimensionen beim Tourbillon, beim Orbital Tourbillon oder beim Karussell (frz. caroussel). In drei Raumdimensionen rotierend sind Hemmung und Unruh z. B. beim Gyroskop, beim Gyrotourbillon, beim Spherotourbillon oder beim Triple-Axis-Tourbillon. Beim Quadruple Tourbillon kompensieren vier Tourbillons vier Lagen.

### Temperaturregulierung
Neben der Lage können auch Temperaturschwankungen die Ganggenauigkeit eines Uhrwerks verändern. Neben der Temperaturkompensation ist eine Reglage bei verschiedenen Temperaturen (etwa 4, 20 und 36 °Celsius) eine weitere Methode zur Minderung des Einflusses wechselnder Temperaturen.

### Isochronismusregulierung
Die Feder der Unruh besitzt eine isochrone Länge, die ebenfalls eingestellt werden kann.

## Großuhren

Retard und Avance auf einer Pendeluhr

Die Schwingungsdauer eines Pendels hängt bei Pendeluhren unter anderem von der als Rückstellkraft wirkenden Gravitation ab. Da die Gravitation eine lokal veränderliche Größe ist, bedingt jeder Ortswechsel eine systematische Gangabweichung. Die Länge eines Uhrpendels muss also passend zum Aufstellungsort justiert werden.
Mit Hilfe der Reguliermutter am unteren Pendelstabende lässt sich der Pendelkörper längs der Pendelstange verschieben, um die effektive Pendellänge und damit dessen Schwingungsdauer einzustellen. Verstellt man den Pendelkörper nach unten, erhöht das die Pendellänge und verlangsamt den Gang der Uhr. Diese Regulierung wird in der Regel vom Endverbraucher durchgeführt. Beim Verdrehen der Reguliermuttern darf zum Schutz der empfindlichen Pendelaufhängung das gesamte Pendel keinesfalls verdreht oder aus seiner Schwingungsebene gebracht werden. Manchmal ist die Reguliermutter vor unbeabsichtigter Verstellung durch eine Kontermutter gesichert, die vor der Reglage etwas nach unten gedreht und nach erfolgter Reglage wieder gegen die Reguliermutter geschraubt wird.
Um Fehlbedienungen zu vermeiden, haben zahlreiche Fabrikanten Hinweise zur Drehrichtung der Reguliermuttern angebracht. Häufige Bezeichnungen sind die dem französischen retarder (verlangsamen) und avancer (beschleunigen) entlehnten Buchstaben R und A. Der Pfeil zwischen den Buchstaben zeigt unmissverständlich, wie die Mutter zu drehen ist. Bei Produkten für den anglophonen Markt wird die Bezeichnung slow und fast verwendet.
Die Änderung des Gangs bei einer Umdrehung der Reguliermutter {\displaystyle \Delta t} in Sekunden je Tag kann folgendermaßen abgeschätzt werden:
{\displaystyle \Delta t={\frac {N^{2}}{93}}\cdot x}.
Dabei sind {\displaystyle N} die Zahl der Halbschwingungen der Uhr je Minute und {\displaystyle x} die Gewindesteigung der Reguliermutter in Millimeter.
Hochwertige Pendeluhren haben zuweilen einen sog. Huygensschen Läufer, das ist ein kleines Tablett, das auf etwa halber Höhe an der Pendelstange angebracht ist. Die Uhr kann feinreguliert werden, ohne dass sie dazu angehalten werden muss, indem man Gewichte, zweckmäßig unter Verwendung einer Pinzette, auf das Tablett legt oder entfernt.